# Lotyšské národní divadlo
Lotyšské národní divadlo (lotyšsky: Latvijas Nacionālais teātris) je předním lotyšským divadlem, jež sídlí v hlavním městě Rize. Vzniklo roku 1902, národním divadlem se stalo roku 1919. Divadelní budova je vystavěna v eklektickém slohu, má secesní i novobarokní prvky. Je národní kulturní památkou. Právě v této budově byla v roce 1918 vyhlášena nezávislost Lotyšska. Stojí na břehu Rižského kanálu, kousek za Starým Městem, v parku, kde bývala Citadela. V divadle jsou tři sály: Velký sál (se 709 místy), Herecký sál (70-90 míst) a Nový sál (80-120 míst). V menších sálech se konají komorní inscenace nebo představení pro děti. Tradicí divadla je, že každou sezónu zakončuje představením hry Rudolfse Blaumanise Skroderdienām Silmačos.

## Dějiny
Prvním divadlem v Rize bylo Německé divadlo (v současnosti Státní opera). V roce 1897 rada města Rigy rozhodla o stavbě divadla nového. V architektonické soutěži zvítězil projekt Augusta Reinberga. Stavba byla financovaná především místními ruskými obchodníky a ruskou šlechtou (Lotyšsko bylo tehdy součástí Ruského impéria). Divadlo bylo otevřeno pro veřejnost 14. září 1902 pod názvem Rižské druhé (ruské) divadlo (Rīgas 2. pilsētas (krievu) teātris). Pořádala se zde divadelní i operní představení. Hrálo se v ruském jazyce, ale lotyšská divadelní společnost v Rize si pronajímala jeho prostory i k představením v lotyštině. Během první světové války bylo divadlo evakuováno, ale již 15. října 1918 uvedlo Wagnerova Létajícího Holanďana. O měsíc později vyhlásilo Lotyšsko svou nezávislost, přičemž prohlášení bylo přečteno z jeviště divadla. V roce 1919, během krátkého období bolševické nadvlády, jej provizorní vláda přejmenovala na Dělnické divadlo (Strādnieku teātris), ale brzy poté se stalo Lotyšským národním divadlem. 30. listopadu se konalo oficiální otevření inscenací Rūdolfse Blaumanise Ugunī (V ohni). Celý projekt lotyšizace divadla řídil Jānis Akurāters, lotyšský spisovatel a tehdy vedoucí uměleckého oddělení ministerstva školství. Po sovětské okupaci Lotyšska v roce 1940 byl název divadla považován za příliš nacionalistický, a tak bylo přejmenováno na Dramatické divadlo v Rize (Rīgas Drāmas teātris). V roce 1988, v čase Gorbačovovy perestrojky, bylo znovu přejmenováno na Národní divadlo.